# All That We Have Now
『All That We Have Now』（オール・ザット・ウィー・ハブ・ナウ）は、2012年8月8日に発売された、Fear, and Loathing in Las Vegasの2枚目となるアルバムである。

## 概要
前作『NEXTREME』から約1年ぶりの作品。
『All That We Have Now』というアルバム名について、Tomonoriは「今回は“自分たちにとっての最高の作品です！”という解答を『All That We Have Now』というタイトルに込めさせていただきました。僕たちが今まで走ってきた集大成がここにあります」と語っている。また、今回はMashuの案ではなく、6人で悩んだ末のタイトルである。
ジャケットアートはレンチキュラー仕様、デザインはYutty。ジャケットサイズステッカー付。
Tomonori曰く、今作はコアなフレーズはさらにコアに、ポップなフレーズはさらにポップに振り切っており、フレーズ単体で聴くとすごくコアに聴こえるのに、曲単位で聴くとポップに聴こえるというバランス感がポイントの1つである。

## 制作背景
メンバー曰く、非常に苦労した作品である。
Tomonoriは制作について、「メンバー6人で集めた音をマネージャーに投げて、それをディスカッションして、もう1度バンドに戻してという作業をしてたんです。やっぱりバンド間でもマネージャー間でも曲が出来て、これは冷静にカッコいいと思うか、思わないかという点で、カッコいいと思わないと感じた曲は、全て潰してという作業を殆ど全部の曲で行いました。１度出来上がったものを全て潰して、もう1度初めから構成を組み立てていくという作業に時間が掛かってしまって、どんどんレコーディングが先延ばしになってしまい……。時間との戦いでもあったし、自分たちの全てを出し切るということで、妥協なくやりたかったんでそういった葛藤が大きかったですね。今までに比べたら難産過ぎましたね」と述べている。
なお、今作はTomonoriが諸々の構成を作っており、「例えばA→B→サビって流れがある中で、A→B→サビを入れ替えて、サビ→B→Aにしてみようかとか、そういう潰し方をしたんです。ですので、曲のフレーズ自体は生き残ってるものが多いんですよ。以前の曲の構成は足し算がすごく多くて、どんどん詰め込んでいって、というやり方だったんです。でも、今回はこれを抜いたらもっと良くなるんじゃないかというような引き算をして、1度潰して、また引き算をして潰してという方法を取ったんです」とも語る。
またSxun曰く、「メンバーみんなそれぞれ苦労の形は違うと思うのですが、制作期間があまり長くはなかったんですが、でも内容は濃いものを作らなきゃいけなくて。実は前作の『NEXTREME』からバンド内に曲作りの役割分担が出来たんです。その役割分担をすることと、自分の作業だけをすることがごっちゃになってしまって、自分たちで曲全体を見なくなってしまったんです。フレーズを作ることだけに目がいってしまうようになって、それは良くないということで、またみんなで話し合ってひとつのイメージを決めてという確認作業を、曲作りを一旦止めて時間を割いてでも行って、それでまた制作時間が短くなって、また迷い始めて、という繰り返しになってしまって、自分の中で落としどころを見つけるのがすごく難しかったですね」とのこと。
他にもSoは制作過程において、「Minamiを技術面で良いライバルとしても見ているんですが、曲作りをしていく中であいつのシャウトのニュアンスであるとか、そういった成長をヒシヒシと感じて“俺もこのままじゃ駄目だな”って思ったり、曲を１回潰してやり直したりしていく中で攻めた意見を出さなきゃいけないというプレッシャーを感じたりはしていました」と述べている。

## 評価
激ロック代表の村岡俊介は本作について、「1曲の中に多様な音楽性、テンションが混在し、目まぐるしく展開する様は、空中分解すれすれの絶妙なバランス感を有している。ともすれば派手なエレクトロ・サウンドやオートチューンで個性が埋没しやすいところだが、メンバーそれぞれの成長が無機質になりがちなエレクトロ・サウンドを"血の通った肉感的なサウンド"へと昇華させている。彼らの音楽性は"型破り"であるからこそ、伸びシロも限られたものではと危惧していたが、今作を聴きそれは全くの杞憂だと確信した」と絶賛した。
またタワーレコードオンラインにて、ライターの鬼頭隆生は「前作と比べてエクストリームな部分はさらに過激に表出しているが、一方でメロディアスな部分はよりキャッチーに洗練され、美麗なピアノも良いアクセントになっている。〈ポップ〉と〈ハードコア〉の二極を両取りせんとする貪欲さが頼もしい」と本作を評した。

## 収録曲
| #         | タイトル                                    | 作詞  | 作曲・編曲 | 時間 |
| --------- | ------------------------------------------- | ----- | ---------- | ---- |
| 1.        | 「Acceleration」                            |       |            | 3:09 |
| 2.        | 「Scream Hard as You Can」                  |       |            | 3:58 |
| 3.        | 「Crossover」                               |       |            | 3:12 |
| 4.        | 「How Old You are Never Forget Your Dream」 |       |            | 3:58 |
| 5.        | 「Interlude I」                             |       |            | 2:01 |
| 6.        | 「Just Awake」                              |       |            | 3:39 |
| 7.        | 「Defeat and Beat」                         |       |            | 3:09 |
| 8.        | 「In the End, the Choice is All Yours」     |       |            | 3:53 |
| 9.        | 「Ley-Line」                                |       |            | 3:51 |
| 10.       | 「Interlude II」                            |       |            | 2:11 |
| 11.       | 「Don't Suffer Alone」                      |       |            | 3:43 |
| 合計時間: | 合計時間:                                   | 36:44 |            |      |

## 曲解説
1. Acceleration
シングル『Just Awake』海外限定盤のB面に収録された。
2. Scream Hard as You Can
MVが制作された。展開がしっかりと練られている楽曲であり、これについてSxunは、「以前と比べて、すべてフレーズを入れた後にいらないものを外す作業がしっかりと出来てきているので、精度が高いフレーズのみを残せるようになったんだと思います。ですので、作っていてある程度曲が長くても、くどくない曲になっていると自分でも思っていました[3]」「ギターがアルバムを通して1番前面に出ているというか、1つのサビでシンコペーションを頭から使ってないというのは自分の中では1つの勝負だったんです。そういう新しいリズム、今まで使ってなかったリズムでもラスベガスらしいカッコいいメロディが作れるんだっていうのを見せることができたと思いますね[6]」と述べており、本作の中でも聴いてほしい楽曲だとしている。
3. Crossover
MVが制作された。スクリームボーカルのみで構成された楽曲である。
この曲を先行公開した理由について、Soは「今までの僕らがあったからこそ1st PVとして出せる攻め曲だと思ったんです。今まではクリーン・パートがどこかには必ず入っていましたが、この曲ではあえてクリーンなしにして、それでも自分たちらしさ、カッコ良さを出せた曲だと思っています。そういったこともあり、みんなを驚かせたい、こういう曲もいいんじゃないかと提示したいという気持ちもありました。ずっとコアな曲ばかりやり続けて、その後に「Crossover」を出してもそんなにインパクトはなかったと思うんですが、今のタイミングでこういう攻め曲をバシッと出すのがいいんじゃないかと思ったんです[3]」と語っている。
またSo曰く、最初はメロディパートがあったが、シャウトだけにした結果より鋭い曲になったとのこと[3]。
4. How Old You are Never Forget Your Dream
Tomonori曰く、前作収録の『Short But Seems Long, Time of Our Life』よりも少しノリ易さがプラスされており、バラードとエレクトロというイメージで、泣きながら踊れる楽曲[3]である。
Sxunはこの曲について、「曲の雰囲気を大事にするという意味で音色にもこだわっていて、今までになくゲインを落としたギター・サウンドだったり、中間部ではアコースティック・ギターを初めて使っています[3]」と述べている。
5. Interlude I
6. Just Awake
1stシングル曲。
7. Defeat and Beat
Tomonori曰く、ドラムから作った楽曲[6]。また、Tomonoriは「僕がドラムを録音してみんなに送って。元々シャッフルが多い曲にしたいなと思っていて……でも、僕らのテクニックのなさもあってなかなか思うように表現出来なかったんです[6]」とも述べており、苦労して制作された楽曲である。
8. In the End, the Choice is All Yours
Tomonoriはこの楽曲について、「作る際に1番注意していた部分は、フレーズ1つ1つのおちゃらけた部分さえもカッコよく見せるための構成作り、という点だったんです。結果的にさらに突き進んだ“カオス”を僕らの中で表現できたと考えています[3]」と述べている。
また、「大まかなコンセプトで“ポップ”と“コア”、“明るい”と“暗い”、“メジャー進行”と“マイナー進行”を混ぜた“カオス”という意味合いもあって、この曲では新しい挑戦をしたというイメージ[3]」の楽曲である。
またSoがこのアルバムで一番思い入れのある楽曲でもあり、「メロディも好きですし、歌詞に日本語を少しずつ散りばめて日本語を際立せようという試みをしています。Aメロからずっと日本語の歌詞だったら、意味が伝わりやすいのですが、たった1行だけの日本語で伝えようと思うと結構難しかったですね。そういう部分で苦労しましたね。レコーディング中もギリギリまで試行錯誤した結果、これだって納得いくものを作れたので、苦労したことも相まって思い入れがある曲になっています[6]」と述べている。
9. Ley-Line
MVが制作された。
10. Interlude II
11. Don't Suffer Alone

## タイアップ
Just Awake
- 日本テレビ系アニメ『HUNTER×HUNTER』エンディングテーマ
- アーケードゲーム『jubeat saucer』収録曲

## 備考
・2012年8月16日、ブックレットの「Defeat and Beat」と「In the End, the Choice is All Yours」の歌詞が、誤って逆に記載されていたことが判明し、オフィシャルサイトにて謝罪と無償交換(2012年9月28日までの対応)の案内を掲載した。
・ドレミ楽譜出版社からバンドスコアが発売されている。

## ツアー
以下の日程でリリースツアーが組まれた。
| All That We Have Now Release Tour              | All That We Have Now Release Tour | All That We Have Now Release Tour     |
| ---------------------------------------------- | --------------------------------- | ------------------------------------- |
| 09月13日(木)                                   | 神戸 VARIT.                       | アルカラ / PALM                       |
| 09月14日(金)                                   | 広島 NAMIKI JUNCTION              | EGG BRAIN / PALM                      |
| 09月16日(日)                                   | 岡山 CRAZY MAMA 2nd ROOM          | EGG BRAIN / PALM                      |
| 09月20日(木)                                   | 栃木 HEAVEN'S ROCK 宇都宮VJ-2     | nuxx / HER NAME IN BLOOD              |
| 09月22日(土)                                   | 埼玉 HEAVEN'S ROCK 熊谷VJ-1       | nuxx / bilo'u                         |
| 09月23日(日)                                   | 柏 PALOOZA                        | nuxx / bilo'u                         |
| 09月29日(土)                                   | 沖縄 桜坂CENTRAL                  | UZUMAKI / 2side1BRAIN                 |
| 10月05日(金)                                   | 札幌 PENNYLANE24                  | Mop of Head / GARI                    |
| 10月11日(木)                                   | 新宿 ACB HALL                     | FAT PROP / MEANING                    |
| 10月13日(土)                                   | 横浜 club Lizard                  | FAT PROP / MEANING                    |
| 10月14日(日)                                   | 浜松 窓枠                         | FAT PROP / MEANING                    |
| 10月18日(木)                                   | 高松 DIME                         | ROTTENGRAFFTY / SECRET 7 LINE         |
| 10月20日(土)                                   | 徳島 club GRINDHOUSE              | ROTTENGRAFFTY / SECRET 7 LINE         |
| 10月21日(日)                                   | 松山 SALONKITTY                   | ROTTENGRAFFTY / SECRET 7 LINE         |
| 10月27日(土)                                   | 秋田 LIVE SPOT 2000               | UZUMAKI / HOTSQUALL                   |
| 10月28日(日)                                   | 盛岡 club change WAVE             | UZUMAKI / HOTSQUALL                   |
| 11月01日(木)                                   | 大阪 CLUB DROP                    | KNOCK OUT MONKEY / MOP of HEAD        |
| 11月02日(金)                                   | 奈良 NEVERLAND                    | KNOCK OUT MONKEY / MOP of HEAD        |
| 11月08日(木)                                   | 福岡 CB                           | HER NAME IN BLOOD/ FOUR GET ME A NOTS |
| 11月09日(金)                                   | 山口 RIZE                         | HER NAME IN BLOOD/ FOUR GET ME A NOTS |
| 11月11日(日)                                   | 島根 APOLLO                       | HER NAME IN BLOOD/ FOUR GET ME A NOTS |
| 11月14日(水)                                   | 名古屋 APOLLO THEATER             | Each Of The Days / sfpr               |
| 11月15日(木)                                   | 京都 MUSE                         | Each Of The Days / sfpr               |
| 11月17日(土)                                   | 岐阜 BRAVO                        | Each Of The Days / GARI               |
| 11月18日(日)                                   | 滋賀 U-STONE                      | Each Of The Days / GARI               |
| 11月21日(水)                                   | 仙台 MACANA                       | MONICA URANGLASS / EGNISH             |
| 11月24日(土)                                   | 水戸 LIGHTHOUSE                   | MONICA URANGLASS / ROTTENGRAFFTY      |
| 11月25日(日)                                   | 郡山 #9                           | MONICA URANGLASS / ROTTENGRAFFTY      |
| 11月29日(木)                                   | 金沢 AZ                           | KNOCK OUT MONKEY / Northern19         |
| 12月01日(土)                                   | 長野 J                            | UZUMAKI / Northern19                  |
| 12月02日(日)                                   | 新潟 CLUB RIVERST                 | UZUMAKI / Northern19                  |
| 12月06日(木)                                   | 大分T.O.P.S Bitts HALL            | FOUR GET ME A NOTS / WHITE ASH        |
| 12月08日(土)                                   | 熊本 Django                       | FOUR GET ME A NOTS / WHITE ASH        |
| 12月09日(日)                                   | 鹿児島 SR HAL                     | FOUR GET ME A NOTS / WHITE ASH        |
| All That We Have Now Release Tour FINAL SERIES |                                   |                                       |
| 12月19日(水)                                   | 東京 STUDIO COAST                 | Horse the Band                        |
| 12月21日(金)                                   | 名古屋 DIAMOND HALL               | POLYSICS                              |
| 12月23日(日)                                   | 大阪 なんばHatch                  | 9mm Parabellum Bullet                 |

## 演奏
- So : Vocal
- Minami : Vocal, Keyboard
- Sxun : Guitar
- Taiki : Guitar, Vocal
- Mashu : Bass Guitar
- Tomonori : Drums